# Света Троица (Черкезкьой)
„Света Троица“ (на гръцки: Ιερός Ναός Αγίας Τριάδος) е православна църква в сярското село Черкезкьой (Трагилос), Гърция, част от Сярската и Нигритска епархия.
Църквата е построена в 1974 година. Осветена е в 1983 година от митрополит Константин Серски и Нигритски. В архитектурно отношение е кръстокуполна базилика. Към енорията принадлежи и параклисът „Свети Йоан Предтеча“.